# King Rat
King Rat es una película de 1965 ambientada en la Segunda Guerra Mundial, adaptada de la novela de James Clavell (King Rat, 1962). La película fue dirigida por Bryan Forbes, y protagonizada por George Segal (como Cabo King, del ejército USA) y James Fox (Teniente Peter Marlowe, de la RAF), actuando como prisioneros en un campo de concentración japonés en las cercanías de Singapur. Otros actores son John Mills (como coronel Georges Smedley-Taylor) y Tom Courtenay (teniente Robin Grey, como jefe de policía interna).
Tanto la película como la novela podrán traducirse, por su doble sentido, como "El Rey de las ratas", tal como aparece en algunas bibliografías y filmografías.

## Argumento
El cabo King es un ser extraño en el campo de prisioneros japonés. Siendo uno de los pocos soldados norteamericanos en el lugar (casi todos son británicos), tiene montado un negocio de mercado negro que le garantiza un elevado nivel de vida. Mientras tanto, el resto de los prisioneros luchan por sobrevivir en un lugar lleno de penurias y enfermedades.
En el desarrollo de sus actividades sumergidas, el Cabo King recluta los servicios de un británico de clase social alta (James Fox en el papel del teniente de la RAF, P. Marlowe) para actuar como traductor, pues domina la lengua indígena del lugar. A medida que trascurre la película, y ambos personajes se van conociendo, Marlowe siente aprecio y admiración por el norteamericano. Sin embargo, el cabo King, aún le respeta, actúa de forma ambigua. Cuando Marlowe sufre un accidente en el brazo, King le consigue los medicamentos necesarios para que no pierda el brazo por Gangrena,pero no está claro si lo hace por amistad o interés, pues el inglés conoce dónde el otro esconde su bien más preciado.
De otro lado, el cabo King tiene mala relación con el resto de británicos, supuestamente no de clase alta, como el jefe de policía u otros personajes, aspecto que influye en que muchos quieran la ruina personal del cabo King. No obstante, no lo consiguen.
Entre tramas y robos de comida, trascurre la película, hasta que la guerra termina. Más tarde, un paracaidista británico (Richard Dawson) aparece en el campo y desarma a los últimos guardias japoneses. Tras este hecho, que en un principio no se festeja por el impacto del momento, todos los presos celebran la liberación, excepto el cabo King. Se da cuenta de que ya no es imprescindible y, por tanto, ya sólo es un cabo sin poder sobre los oficiales y demás. Incluso algunos de los prisioneros intentan ajustar cuentas con él. Finalmente, el cabo King es recogido por el ejército de los EE. UU. y trasladado, sin despedirse previamente del teniente Marlowe.
Como anécdota indicar que el cabo King pertenece a la 34º División de Infantería de los EE. UU. Sin embargo, esa división sirvió en Europa durante la Segunda Guerra Mundial. Parece que los productores de la película debieron de confundirse con la 36º División, pues es cierto que la compañía 131 de artillería del 2º Batallón de esa división sí fue capturada por los japoneses en Java, allá por marzo de 1942.